# Marcelle Cahn
Marcelle Cahn (Strasburgo, 1º marzo 1895 – Neuilly-sur-Seine, 20 settembre 1981) è stata un'artista e pittrice francese.

## Biografia
Marcelle Cahn nacque il 1º marzo 1895 in una Strasburgo ancora in mano tedesca, da una famiglia ebrea alsaziana di origine francesi, i Cahn-Debré.
()
Studia in una scuola tedesca mentre in casa respira una cultura d'impronta francese: l'influenza delle due culture sarà rilevante per la sua formazione, come dichiarato da lei stessa nei suoi appunti autobiografici, e sarà un elemento di condivisione non trascurabile con Hans Arp.
Sua madre, pianista e musicofila, la introduce all'ascolto della musica e alle mostre pittoriche fin da giovane ma, se musicalmente Strasburgo è all'avanguardia, nel campo pittorico non offre molti stimoli.
Marcelle scopre presto la passione per la pittura: frequenta scuole di pittura e disegno, i suoi soggetti sono nature morte, nudi e ritratti. I suoi primi lavori sono con Georges Ritleng e Joseph Sattler.
A diciannove anni il pittore Simon Levy le fa scoprire Van Gogh e Cézanne. È l'inizio della grande guerra e, folgorata dalle nuove scoperte, decide di emigrare da una Strasburgo che ormai le va stretta. La scelta ricade forzatamente su Berlino, dove diventa allieva di Loyis Corinth ma guarda con interesse l'espressionismo.
()
Nel 1920 fa la sua prima personale a Parigi su invito dell'accorto mercante Léonce Rosemberg e diventa subito famosa.
Nel 1929 Michel Seuphor la vuole all'esposizione del gruppo Cercle et Carré.
In quegli anni è apprezzata dai principali esponenti delle avanguardie d'inizio Novecento, da Aragon a Breton, a Picasso a Léger, a Le Corbusier, a Mondrian, a Ozenfant, dai Terk-Delaunay ai Taeuber-Arp, da Vantongerloo.
Durante la sua vita Marcelle Cahn donò al Museo d'arte moderna di Strasburgo un rilevante fondo archivistico privato oltre a tutte le sue opere rimastele, insieme ai suoi libri.
Quando la incontra in un ospizio di Neuilly-sur-Seine, dimenticata e ormai ridotta in miseria, Lea Vergine la definisce una «superstite del Cubismo»
L'artista si spegne poco dopo, il 20 settembre 1981.
Nel 2004 a Strasburgo è stato creato il "Circolo degli amici di Marcelle Cahn" al fine di collaborare alla riscoperta dell'opera di questa artista.

## Mostre
Marcelle Cahn espose soprattutto nella galleria parigina di Colette Allendy.
Le sue opere sono conservate nelle collezioni del Museo di arte moderna e contemporanea di Strasburgo nel quale le è dedicato un piccolo spazio, nel Musée Würth France Erstein, al Museo delle belle arti di Digione, al Museo delle Orsoline di Mâcon e nelle collezioni dei musei di Lilla e Grenoble.

## Riconoscimenti
A Strasburgo, il complesso scolastico del quartiere di Poteries porta il suo nome.
Le sue opere sono state oggetto di una mostra itinerante tenutasi negli anni 1972-1974 e organizzata dal Centre National d'Art Contemporain

## Filmografia
Pierre Gisling, Marcelle Cahn. Les clés du regard. 41 min. Télévision Suisse Romande, Genève 1976.